# Streepsteelmycena
De streepsteelmycena (Mycena polygramma) is een paddenstoel uit het geslacht Mycena. Hij komt voor op stronken, liggende
stammen of dikke takken, maar ook wel aan de basis van nog levende bomen. De vruchtlichamen verschijnen van mei tot december. Ze komen alleen voor of in kleine groepen op of naast oude stronken. Hij groeit bijzonder vaak op dood eikenhout in de beginfase van verval. Daarnaast komt hij voor op andere loofbomen, zoals Es, Els, Hazelaar, Berk en Beuk.

## Kenmerken

### Uiterlijke kenmerken
Hoed
De hoed is gewelfd en wordt later uitgespreid met een umbo. De hoed heet een diameter van 2 tot 4 cm. Het doffe, matte oppervlak is licht tot donkergrijs of bruin van kleur en vaak gevlekt met roestbruin.
Lamellen
De lamellen zijn opstijgend, bijna vrij, verkleurend van wit grijzig bruin, vaak roodbruin gevlekt.
Steel
De steel is lang en slank, de holle steel is 5 tot 12 cm lang en 0,2 tot 0,6 cm dik. Het is min of meer grijs met een lichte blauwachtige tint. Over het algemeen is het iets donkerder gekleurd dan de hoed. Het is stijf, maar broos en heeft als het droog is kenmerkende overlangs grof vezelige strepen. Deze strepen zijn ook voelbaar.
Geur en smaak
Het dunne, bleke vruchtvlees is bijna geurloos en smaakt onopvallend.
Sporenprint
De sporenprint is wit.

### Microscopische kenmerken
Bekeken met een lichtmicroscoop, zijn de sporen in grote lijnen ellipsoïde van vorm, glad, amyloïde, met afmetingen van 7,5-10 bij 5-6 µm. Af en toe bevatten de sporen oliedruppels. De basidia (poriëndragende cellen) zijn viersporig en meten 26-30 bij 7-8 µm. De cheilocystidia zijn verspreid tot overvloedig, spits of met het middengedeelte enigszins vergroot en de top gevorkt of vertakt, en geven aanleiding tot twee of meer verwrongen vingerachtige uitsteeksels.

## Verspreiding
De vruchtlichamen van M. polygramma groeien in groepen of subclusters op hout van met name loofbomen zoals eiken, esdoorns en linden. In Noord-Amerika is het waargenomen in North Carolina, Massachusetts, New York en Michigan waar het vruchtenlichamen maakt van juni tot oktober. De vruchtlichamen zijn vatbaar voor aantasting door de parasitaire schimmels Spinellus fusiger en Spinellus macrocarpus.
Meestal te vinden op twijgen of begraven hout, is bekend dat de schimmel een krachtige ontbinder is van lignine en cellulose in bladafval. Mycena polygramma is een saprobe schimmel en is een van de vele schimmels die bijdragen aan de afbraak van plantenafval in bosecosystemen door het recyclen van voedingsstoffen en de vorming van humus in de bodem.
Zeldzaam in Noord-Amerika, komt de schimmel veel voor in Europa, inclusief Groot-Brittannië. Ze zijn gevonden op de Falklandeilanden en Japan.
In Nederland komt de streepsteelmycena zeer algemeen voor. Hij is niet bedreigd 

## Foto's

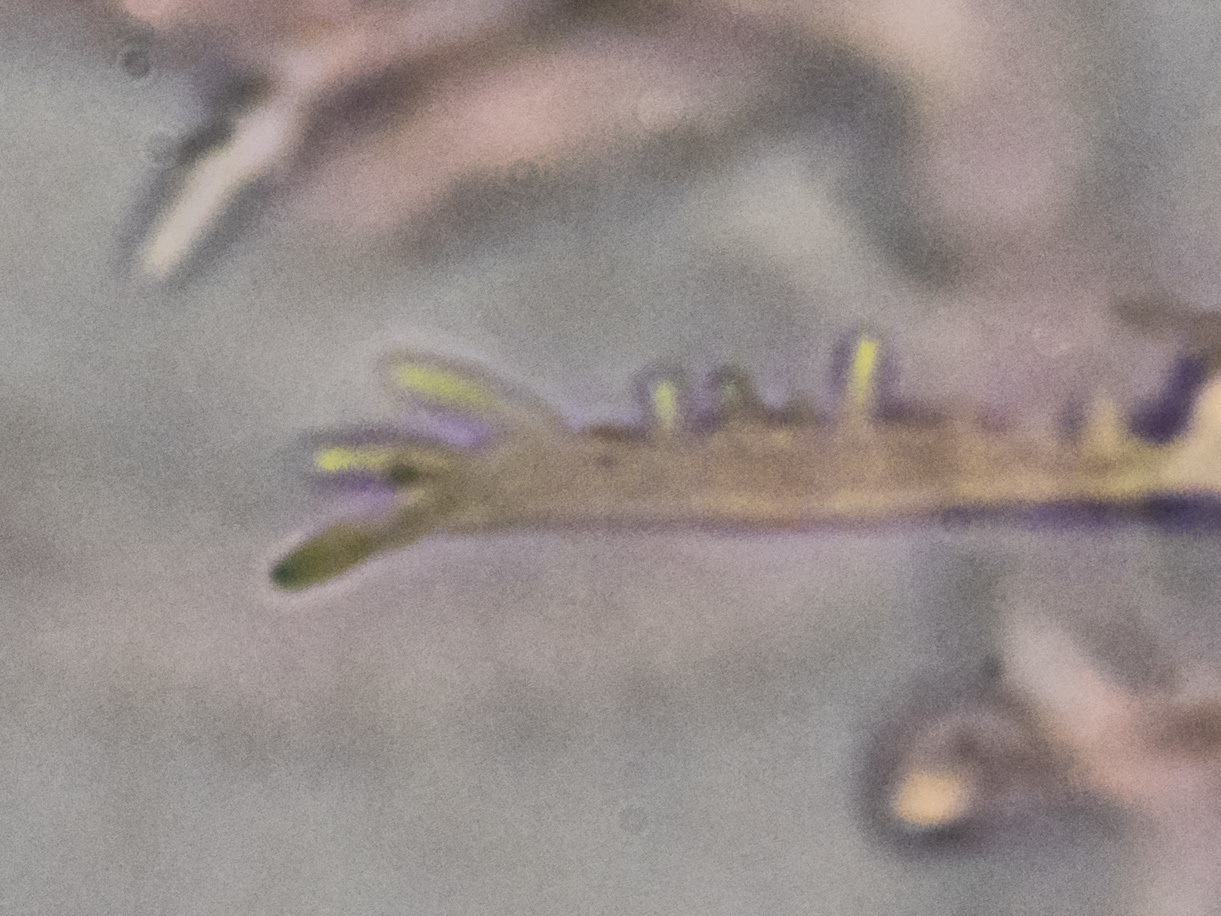
Vingerachtige uitstulpingen
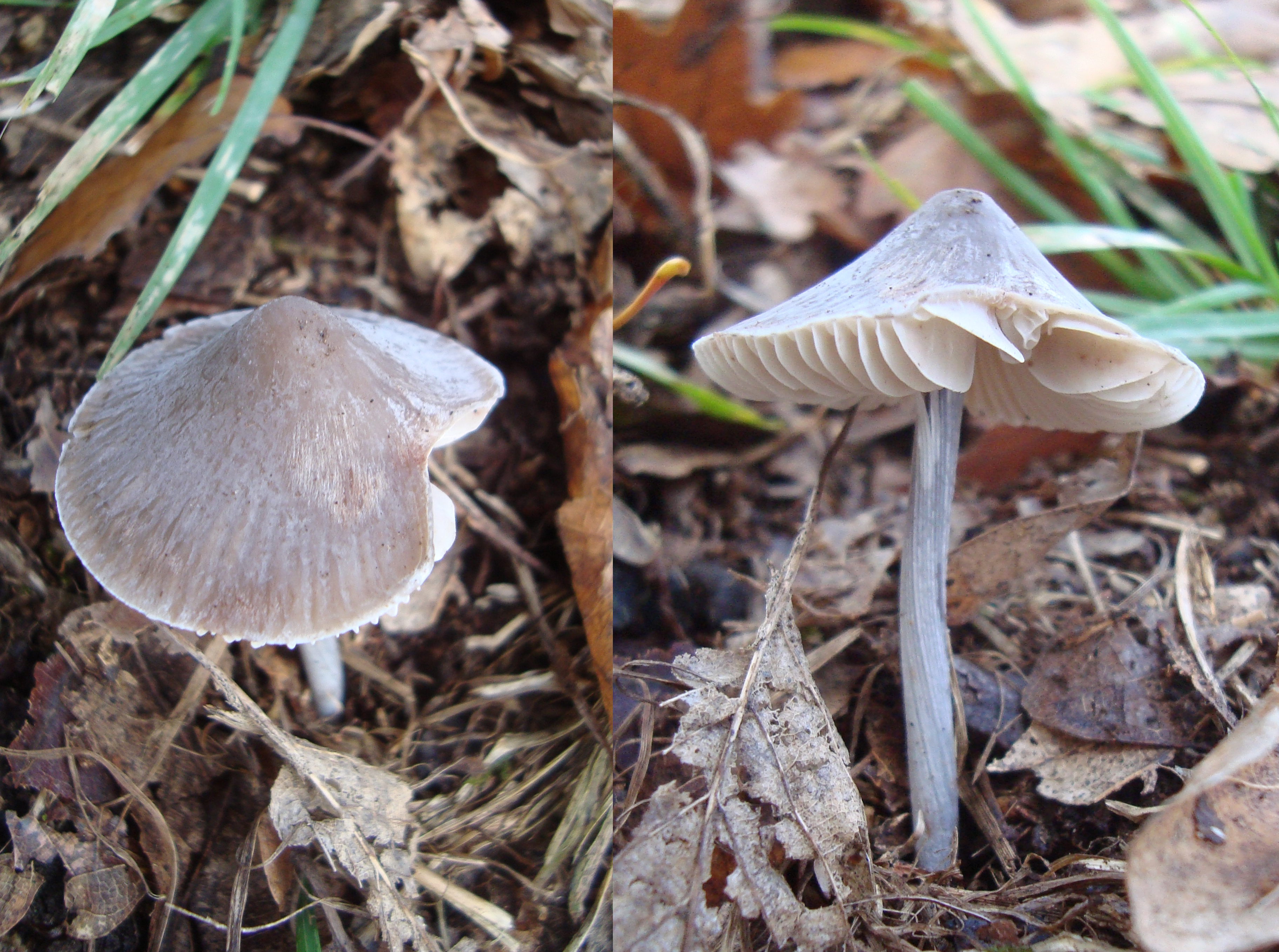
Steel met strepen